# FIBA Diamond Ball
Il FIBA Diamond Ball, meglio conosciuto come Diamond Ball, è un torneo di pallacanestro internazionale ufficiale organizzato dalla FIBA, che si tiene ogni anno olimpico prima delle Olimpiadi. Il primo torneo si è svolto nel 2000 solo per squadre maschili, a partire dal 2004, i tornei sono stati organizzati sia per gli uomini e le donne.
Le squadre in gara sono le nazionali rappresentanti:
- il paese ospitante
- il paese ospitante dei Giochi olimpici di quell'anno
- il campione del mondo in carica
- i campioni continentali

Viene esclusa la squadra maschile degli Stati Uniti, se sono i campioni continentali. La squadra femminile degli Stati Uniti non ha partecipato alla manifestazione del 2004, anche se era campione del mondo in carica.

## Tornei

### Maschile
| Anno | Sede      | Oro                 | Argento    | Bronzo    |
| ---- | --------- | ------------------- | ---------- | --------- |
| 2000 | Hong Kong | Australia           | Jugoslavia | Italia    |
| 2004 | Belgrado  | Serbia e Montenegro | Lituania   | Argentina |
| 2008 | Nanchino  | Argentina           | Australia  | Cina      |

### Femminile
| Anno | Sede    | Oro         | Argento   | Bronzo  |
| ---- | ------- | ----------- | --------- | ------- |
| 2004 | Candia  | Australia   | Cina      | Brasile |
| 2008 | Haining | Stati Uniti | Australia | Cina    |

## Medaglieri

### Maschile
| Nazionale           | O | A | B | Totale |
| ------------------- | - | - | - | ------ |
| Australia           | 1 | 2 | 0 | 3      |
| Argentina           | 1 | 0 | 1 | 2      |
| Serbia e Montenegro | 1 | 0 | 0 | 1      |
| Jugoslavia          | 0 | 1 | 0 | 1      |
| Lituania            | 0 | 1 | 0 | 1      |
| Cina                | 0 | 0 | 1 | 1      |
| Italia              | 0 | 0 | 1 | 1      |

### Femminile
| Nazionale   | O | A | B | Totale |
| ----------- | - | - | - | ------ |
| Australia   | 1 | 1 | 0 | 2      |
| Stati Uniti | 1 | 0 | 0 | 1      |
| Cina        | 0 | 1 | 1 | 2      |
| Brasile     | 0 | 0 | 1 | 1      |